# Socket P
Socket P – gniazdo dla mobilnych procesorów z serii Intel Core 2, po raz pierwszy zaprezentowane 9 maja 2007 jako część platformy Santa Rosa, wraz z procesorami Merom i Penryn.

## Specyfikacja techniczna
Szyna FSB procesorów przeznaczonych do gniazda Socket P może być taktowana zegarem 400, 533, 667, 800 lub 1066 MHz z możliwością obniżania i podwyższania częstotliwości (w celu oszczędzania energii elektrycznej (SpeedStep). Gniazdo wyposażone jest w 478 pinów, lecz jest niezgodne z Socket M czy Socket 478. Inne nazwy gniazda to 478-pinowe gniazdo Micro FCPGA i μFCPGA-478.